# Over-Nite Sensation
Over-Nite Sensation is het zeventiende officiele album van Frank Zappa en het twaalfde album met The Mothers, uitgebracht in september 1973. Het album is het eerste van een serie succesvolle albums, waaronder ook het tegelijkertijd opgenomen solo album Apostrophe ('). Beide platen werden in 1976 gecertificeerd als gouden plaat.

## Begeleidingsgroep
Zappa begon in 1973 te touren met een vrijwel geheel nieuwe begeleidingsgroep. Alleen George Duke maakte al deel uit van de eerdere Mothers. Trompettist Sal Marquez was ook te horen op het bigband album The Grand Wazoo. De Underwoods werkten wel mee aan de film 200 Motels. Zappa wilde achtergrondzangers gebruiken voor de nummers "I'm the Slime", "Dirty Love", "Zomby Woof", "Dinah-Moe Humm" en "Montana". Zijn roadmanager stelde The Ikettes voor, die samen met Tina Turner, de achtergrondzang deden. Tina Turners manager en echtgenoot Ike vond de opnames afschuwelijk en verbood de vermelding van hun naam op de albumhoes.

## Teksten
De meeste teksten van de liedjes gaan over seks. "Camarillo Brillo" is een compositie over een Californische hippievrouw met wie Zappa seks heeft. "Dirty Love" eindigt met het beffen van een poedel. "Zomby Woof" is een seksuele fantasie verteld in de vorm van een horrorfilm. "Dinah-Moe Humm" vertelt over een voyeur en een weddenschap op een orgasme. "I'm the Slime" is een politiek rocknummer in de vorm van een rap waarin Zappa kritiek levert op de almacht van de televisie, die als slijm in elke niche van de samenleving vloeit.

### Montana
Het laatste nummer van het album staat bekend als een van de bekendste nummers van Zappa en werd een favoriet nummer bij de fans, dat bij vele concerten gespeeld werd. Live leidde het vaak tot grappen van Frank Zappa, over zijdeflos voor de tanden (ook een groot deel van de songtekst) en omdat er veel fouten gemaakt werden door de muzikanten, vanwege het grote aantal instrumenten dat gebruikt werd en door bijvoorbeeld de lange gitaarsolo aan het eind en het zeer snelle begin van het nummer. Ook de wisselende keuze van Zappa van de tekst, soms na een verzoeknummer uit het publiek, die iemand dan zelf moest zingen omdat Zappa het niet kende, was voor de achtergrondzangeressen soms moeilijk bij te houden, omdat hij soms expres delen tekst uit dat verzoeknummer live in het nummer Montana stopte.

## Bezetting

### De Mothers
- Frank Zappa - gitaar, zang
- George Duke - synthesizer
- Bruce Fowler - trombone
- Tom Fowler - basgitaar
- Ralph Humphrey - drums
- Sal Marquez - trompet, zang
- Jean-Luc Ponty - viool
- Ian Underwood - klarinet, fluit, altsaxofoon, tenorsaxofoon
- Ruth Underwood - percussie, marimba, vibrafoon

### Gastmuzikanten
- Ricky Lancelotti - zang
- Kin Vassy - zang
- Tina Turner - zang
- The Ikettes - zang

### Productie
- Producent: Frank Zappa
- Engineers: Fred Borkgren, Steve Desper, Terry Dunavan, Barry Keene, Bob Stone
- Remixing: Kerry McNabb
- Technicus: Paul Hof

## Hoesontwerp
Het hoesontwerp is van Dave McMacken, die al eerder de cover van 200 Motels maakte. Het bevat een surrealistisch aandoend schilderij, waarin een tweekoppige man op een waterbed zit in een Holiday Inn-hotelkamer, omringd door verschillende objecten, zoals een backstage-pas van de Mothers en een televisietoestel waarop Zappa's gezicht te zien is, waar slijm uitdruipt. De schilderijlijst staat vol met seksuele handelingen.

## Nummers

### Kant 1
1. "Camarillo Brillo" – 3:59
2. "I'm The Slime" – 3:34
3. "Dirty Love" – 2:58
4. "Fifty-Fifty" – 6:09

### Kant 2
1. "Zomby Woof" – 5:10
2. "Dinah-Moe Humm" – 6:01
3. "Montana" – 6:35

Alle nummers zijn composities van Frank Zappa.